# Cursus honorum
Cursus honorum (з латини «шлях честі») — послідовність військових і політичних магістратур, через які проходила кар'єра давньоримських політиків сенаторського рангу. Головна мета Cursus honorum — не допускати на посади вищих магістратів занадто молодих та недосвідчених людей, які намагалися отримати їх завдяки підкупу, знатності чи родинним зв'язкам.
Розпад цього інституту почався в останні півстоліття існування Римської республіки і завершився у перше століття Римської імперії.
Також Cursus honorum — це назва присвятного напису, яким супроводжувалися статуї, зведені сенатом на знак нагороди політика, де перераховувалися його заслуги та посади.

## Принципи Cursus honorum
Після ухвалення закону Віллія (180 р. до н. е.) cursus honorum ґрунтувався на наступних засадах:
- встановлення проміжків часу між обійманням тієї чи іншої посади та обмежень на повторне заступання однієї чи іншої магістратури. Дане положення було покликане запобігати надмірному зосередженню влади в руках одних осіб, хоча з приходом до влади Гая Марія (який зумів обратися консулом п'ять разів поспіль у 104—100 до н. е.) намітилася тенденція до відмирання цього принципу. Але вже під час диктатури Сулли (82 — 79 до н. е.) було ухвалено закон, який дозволяв повторно обіймати магістратуру лише через 10 років з моменту закінчення першого терміну.
- встановлення мінімального віку для обіймання тієї чи іншої посади. Великою честю для політика вважалося отримання магістратури «у свій рік» (лат. in suo anno), тобто за першої легальної можливості. Якщо політик не отримував ту чи іншу магістратуру в «свій рік» (наприклад, не ставав претором у віці 39 років), то він втрачав шанс отримати в «свій рік» і вищі магістратури (відповідно, стати консулом у 42 роки).
- встановлення жорсткої послідовності заміщення магістратур.

## Традиційні магістратури

### Військовий трибун
Cursus honorum починався з десятирічної військової служби у лавах римської кавалерії чи в штабі генерала, який, зазвичай, був родичем або другом родини. Ці десять років військової служби мали бути обов'язковими, для того, щоб підготувати юнаків до політичної кар'єри, але на практиці цього правила жорстко не дотримувалися.
Престижнішою позицією була посада військового трибуна. За часів ранньої республіки, 24 юнаки у віці близько 20 років обиралися трибунатною коміцією на цю посаду, яка передбачала командування легіонами, по шість трибунів у кожному. За потреби, трибуни також могли призначатися консулами чи військовими командирами на місцях. Після реформ Гая Марія у 107 р. до н. е., шість трибунів виконували обов'язки штабних офіцерів при легаті легіону та командували військовими підрозділами, коли виникала потреба. Наступні рівні cursus honorum досягалися шляхом щорічного прямого обрання.

### Квестор
Це була перша офіційна посада та перша заявка політика на блискучу кар'єру. Загальний віковий ценз — 30 років, для патриціїв (до реформ Сулли) — 28 років.
Двадцять квесторів служили у фінансових державних структурах Риму чи як заступники губернаторів провінцій. Також вони могли завідувати фінансовими справами легіону. Додатковими обов'язками квесторів було завідування народними іграми. Також, після реформ Сулли, обрання квестором автоматично надавало членство в сенаті, що раніше вирішувалося цензорами. Усі магістратури старші цієї давали право на носіння тоги, обшитої пурпуром (лат. toga praetexta). Квестори не супроводжувалися лікторами та не мали імперія.

### Едил
У віці 36 років колишні квестори могли брати участь у виборах едилів. Щороку обиралися чотири едили, з яких двоє були плебеї, а інші двоє — патриціями і називалися курульними. Плебейські едили обиралися плебейськими зборами, а курульні — трибутною коміцією чи призначалися чинним консулом.
Едили мали адміністративні повноваження. Вони піклувалися про храми (їхній титул походив від латинського aedes — «храм»), організовували забави та відповідали за утримання громадських будівель Риму. Більше того, вони несли відповідальність за постачання води та продуктів до Риму; в ролі ринкових суперінтендантів едили іноді виконували функції суддів у торгових справах.
Едил наглядав за громадськими роботами, храмами та ринками, тому співпрацював з чинними цензорами, які мали так самі чи споріднені обов'язки. Також едили наглядали за організацією свят та забав, що було дуже корисним для орієнтованого на кар'єру політика пізньої республіки, адже то був гарний спосіб здобути популярність.
Титул курульних едилів виник щонайпізніше у IV ст. до н. е., а їхні обов'язки не дуже відрізнялися від плебейських едилів. Однак, на відміну від останніх, курульні едили мали особливі відзнаки, наприклад, sella curulis або курульне крісло, і тільки патриції могли брати участь у виборах курульних едилів. Пізніше цю вимогу було скасовано, і у виборах брали участь як патриції, так і плебеї.
Як частина cursus honorum, ступінь едила був факультативним і не вимагався для обіймання вищих посад. Хоча зазвичай ця посада обіймалася після рівня квестора та до преторства, були випадки, коли едилами служили колишні претори.

### Претор
Одна з ключових магістратур, обов'язком якої було виконання суддівсько-прокурорських функцій. Її обіймали колишні квестори або едили; віковий ценз — 39 років. Кількість преторів змінювалася протягом існування Римської республіки, з часом зростаючи. За часів республіки зазвичай обиралися 6-8 преторів, з яких найбільшу шану мали міський претор (лат. praetor urbanus) та претор для чужинців (лат. praetor peregrinus), рішення яких мали найвищу силу. Міський претор був головним суддею міста Рим, мав право скасувати рішення будь-якого іншого судді та судив губернаторів провінцій, якщо тих звинувачували у злочині; він не міг залишити місто більш ніж на десять діб. Претор для чужинців був суддею в усіх справах, в яких були залучені чужинці. Якщо один з цих двох преторів був відсутнім, інший виконував обов'язки обидвох преторів.
За відсутності консула претор брав на себе командування римським гарнізоном в Римі чи в Італії. Також претор міг виконувати функції консула, але основним його обов'язком було судочинство.
Претора супроводжували шість лікторів. Після закінчення терміну магістрат міг обійняти посаду губернатора провінції як пропретор.

### Консул
Посада консула була найпрестижнішою з усіх, вершиною кар'єри римського політика. Віковий ценз — 42 роки для плебеїв та 40 років для патриціїв. Іменами чинних консулів називався рік, протягом якого вони діяли.
Консули обиралися по двоє, терміном на один рік та мали право вето на рішення свого колеги. Вони командували римською армією та контролювали важливі провінції; щомісяця по черзі головували в сенаті. Також консули мали вищу судову владу в республіці — це була єдина посада, представник якої мав право скасовувати рішення міського претора. Владу консулів обмежували лише закони сенату та народні збори, рішення консула мали змогу скасувати лише народний трибун чи другий консул.
Консула супроводжували 12 лікторів. Після закінчення терміну повноважень консул зазвичай призначався губернатором в одну з найважливіших провінцій, так само, як пропретор; єдиною відмінністю було те, що проконсул мав проконсульський імперій. Вдруге консул міг бути обраний на посаду лише через 10 років.

### Губернатор
Хоча це не входило в Cursus Honorum, після закінчення терміну претора чи консула політик мав відслужити строк на посаді відповідно пропретора чи проконсула в одній з численних римських провінцій. Кожний губернатор мав той самий імперій, що і при виконанні ним магістратури в Римі, і супроводжувався тією ж кількістю лікторів, а його рішення міг скасувати лише діючий консул чи претор.

### Цензор
Заключний ступінь cursus honorum. На відміну від інших магістратур, строк виконання цензорських повноважень становив півтора року. Цензори обиралися раз на п'ять років. Обов'язками цензора були власне ценз, реєстрація нових римських громадян та подальший розподіл по трибах та класах. Вони слідкували за моральним станом сенаторів та мали можливість впливати на персональний склад сенату. Це право, однак, цензори втратили під час диктатури Сулли. Також цензори відповідали за будівництво громадських будівель та моральний стан міста. Вони мали деякі фінансові обов'язки — проводили тендер на проекти, які фінансувалися державою.
Обіймання цієї посади вважалося великою честю, хоча цензор і не мав владних повноважень і, як наслідок, його не супроводжували ліктори.

## Магістратури, які не входили до cursus honorum
Окрім вищенаведених звичайних магістратур, існували також і екстраординарні магістрати, які не мали владних повноважень і не носили пурпурову тогу:
- Народний трибун
- Принцепс сенату

За межі звичайного cursus honorum виходила також і посада диктатора, який призначався за згодою консулів у надзвичайних випадках терміном на шість місяців, протягом яких призупинялися усі інші магістратури. Він мав найвищі владні повноваження і супроводжувався 24 лікторами. Диктатор призначав собі у заступники начальника кінноти (лат. magister equitum), якого супроводжували шість лікторів (за аналогією з преторами).

### Народний трибун
Ця посада була важливим кроком у кар'єрі плебея; її було створено для захисту прав простого народу та для очолювання плебейських зборів. Політик, який перебував на цій посаді, був недоторканим, мав право визволяти будь-якого плебея з рук патриціанського магістрату, та право вето на дію або рішення будь-якого іншого магістрату. Трибун також мав право на виконання смертного вироку щодо будь-якої особи, яка перешкоджає йому виконувати його обов'язки. Трибуни навіть могли скликати засідання сенату. Їхні оселі мали бути відкриті для відвідувачів цілодобово, а їм самим не дозволялося далеко від'їжджати від Риму. Через своє право священної недоторканості, трибун не мав потреби в лікторах.

### Принцепс сенату
Ще однією посадою, яка офіційно не входила до cursus honorum, був princeps senatus («перший з сенаторів», «перший серед рівних») — надзвичайно престижна посада для патриція. Принцепс сенату був його лідером та обирався на п'ятирічний термін з числа патриціїв, які колись були консулами (і, як правило, цензорами).
Ця посада надавала право першим висловлюватися по кожному питанню, а пізніше принцепс також відкривав і закривав засідання сенату, встановлював порядок денний, місце проведення засідання, представляв сенат у стосунках з послами інших держав та вів офіційне листування від імені сенату. Ця посада, як і посада трибуна, не мала імперія, посадовці не супроводжувалися лікторами і не носили пурпурової тоги.

### Диктатор та начальник кінноти
З-поміж усіх державних посад Римської республіки, жодна не мала такої влади та повноважень як посада диктатора. При надзвичайному стані в країні сенат міг оголосити диктатуру і діючі консули призначили диктатора. Це було єдиним рішенням, яке не могло бути ветоване народним трибуном. Заборонялося з будь-яких причин призначати більш ніж одного диктатора, і жоден диктатор не міг бути притягнутий до відповідальності за будь-які дії, здійснені протягом його диктатури.
Диктатор був вищим магістратом у державі, його супроводжували 24 ліктори. Хоча термін його повноважень становив лише 6 місяців (окрім диктатур Сулли та Цезаря), йому підпорядковувалися усі інші магістрати (окрім народних трибунів — хоча вони не могли скасувати рішень диктатора), що надавало йому абсолютну владу в усіх цивільних та військових питаннях по всій республіці. Диктатор не підпадав під контроль сенату, він міг стратити будь-кого без суду за будь-якої причини та мав право ігнорувати закон, виконуючи свої обов'язки.
Коли диктатор заступав на посаду, він призначав своїм заступником начальника кінноти, чий термін повноважень закінчувався із закінченням диктатури. Начальник кінноти мав преторіанський імперій, супроводжувався шістьма лікторами та допомагав диктатору керувати державою. Якщо диктатор був відсутній у Римі, начальник кінноти залишався управляти містом. Як і диктатор, начальник кінноти мав незаперечну владу в усіх цивільних та військових справах, а його рішення могли бути скасовані лише диктатором.
Диктатура була зрештою скасована у 44 р. до н. е. після вбивства Гая Юлія Цезаря.

### Військовий трибун з консульською владою
Більшість дослідників вважає, що посада військового трибуна з консульською владою (консулярних трибунів) належить до екстраординарних магістратур, хоча питання остаточно не вирішено, адже вони мали імперій та всю повноту влади консула. Консульський трибунат був введений спеціальним законом 445 року до н. е., а перші трибуни були обрані в наступному, 444 році до н. е. Посада проіснувала до 367 року до н. е., коли була скасована. Протягом цього періоду відома 51 колегія військових трибунів з консульської владою.